# Clara Montes
Clara Montes Gámir (Cádiz, 31 de diciembre de 1968), conocida artísticamente como Clara Montes, es una cantante española de canción de autor y copla.

## Trayectoria artística
Clara Montes es una mujer de voz clara y diáfana, nacida y residente en Cádiz, musicalmente tiene un gran respeto hacia el flamenco, en el que su padre la inició, antes de arrancarse como cantante en Buenos Aires en 1990 y de aprender a tocarlo en guitarra con el maestro Andrés Batista. En su trayectoria artística inicial cantó en el cuadro de danza Contrastes, dirigido por Ana Mercedes (1991-1994). Ganó el Primer Premio de Canción Española (Certamen de Participación Ciudadana de Madrid, 1992), un galardón al que siguió su paso por el circuito de cafés-concierto de Madrid y su colaboración en el álbum Emboscados (1994) de Amancio Prada, Oratorio para dos voces, guitarras, flauta, percusión, violín y violoncelo con arreglos de Ricard Miralles, así como en la gira a la que dio lugar ese trabajo (1993-1997). Otra importante colaboración en sus inicios fue Diván del Tamarit (1998) de Carlos Cano sobre textos de Federico García Lorca. Al cantautor andaluz le homenajearía posteriormente en el disco Carlos Cano. Que naveguen los sueños (2001) con el tema Tango de las madres locas.
En 1998 publica su primer disco en solitario Clara Montes canta a Antonio Gala, con el que se da a conocer al gran público y en el que presenta los poemas amorosos del escritor cordobés que encuentran la música en su voz dulce, con el beneplácito del autor y con producción de Rosa León. Populariza temas como Agua me daban a mí, Tú me abandonarás, A pie van mis suspiros o Buscador. Pedro Ruiz la da a conocer en su programa de TVE La noche abierta.
En su segundo disco Clara Montes rindió homenaje a su origen gaditano en El sur de la pasión (2000), álbum dirigido y producido por Rosa León, con arreglos de Jacques Morelenbaum y temas como Por alegrías, Plata y albero, Luna brava o Lisboa. Montes se describe como una artista "carente de versatilidad que acaba llevando a su terreno –el de la canción andaluza– un fado, una copla, una samba o una sevillana". En 2001 colabora en los discos colectivos: Mujer con su interpretación de «Te recuerdo Amanda» y en el disco Hay que volver a empezar con el tema Sólo mía. En el mismo año participa en las bandas sonoras de Sólo mía y I love you, baby.
En 2002 publica Canalla pa' bien grabado en el Teatro Pavón de Madrid, concierto-grabación que fue coproducido y arreglado por Nacho Mañó, de Presuntos Implicados, y la misma Clara Montes, y el repertorio estuvo compuesto en su mayoría de nuevas canciones con alguna revisión de temas de sus discos anteriores. Clara Montes comparte escenario con Arcángel, Shuarma (ex Elefantes), Natalia Dicenta o Josele Santiago de Los Enemigos, entre otros, el disco incluye Sólo mía, la canción principal de la banda sonora original de la película de mismo título, dirigida por Javier Balaguer.
En ese año también participa en el homenaje que Cuba, a través del Teatro Nacional de La Habana, le rinde al cantautor y poeta granadino Carlos Cano, compartiendo escenario junto a artistas como Pablo Milanés o Javier Ruibal entre otros, interpretando canciones tan populares como Habaneras de Cádiz o La bien pagá. Participa en el documental El gran Gato del director de cine catalán Ventura Pons, un homenaje al rumbero Gato Pérez, en el que interpreta el tema Luna brava.
En 2004 edita Uniendo puertos, en el que incluye La mirada violeta, tema principal de la banda sonora del film de idéntico título protagonizado por Cayetana Guillén Cuervo, además de una versión del fado Extraña forma de vida o de Romance de Curro el Palmo, el clásico de Joan Manuel Serrat, entre otras piezas. Un disco que viaja por el Mediterráneo y que lleva desde el fado portugués a la música italiana, pasando por la rumba andaluza a los sonidos árabes, dejando un sabor a mar en todos sus temas.
En 2005 Clara Montes realiza una gira de otoño-invierno en teatros y auditorios presentando el espectáculo Memoria del Sur alternándolas con las presentaciones de su último disco, compartiendo repertorio y escenario con el artista Valderrama, una reivindicación de todos los sures. También en 2005 colabora en el disco Que te vaya bonito, un tributo a México con la ranchera Como yo te amé y en el disco benéfico No os olvidamos. Homenaje a las víctimas del 11-M en el que canta «De Madrid al cielo» junto a María Dolores Pradera, Elena Bugedo, Javier Gurruchaga y Valderrama, además del tema Niños de la guerra en solitario. En 2007 se edita su disco Desgarrada, en el que canta nuevas y viejas coplas, producido por Joan Valent, un disco que nació de su gira homónima y que ha ido evolucionando hasta ofrecer música muy directa y muy en directo. También en 2007 participa en el disco La Zarzuela+Pop (Fundación Autor) cantando «Por la calle de Alcalá».
En 2009 publica el disco A manos llenas un homenaje a las coplas de Rafael de León y en 2010 publica el CD+DVD Sinfónica Clara, un recorrido sinfónico por su carrera grabado en directo en el Teatro Jovellanos de Gijón el 11 de abril de 2010 junto a la Orquesta Sinfónica Ciudad de Gijón.
En el 2012, presenta “Mar de Sentimientos”, un proyecto de íntimo compromiso ambiental que destina una parte de sus beneficios al Fondo para la Custodia y Recuperación de la Marisma Salinera de la Bahía de Cádiz. En 2013 retoma los versos del poeta Antonio Gala en su disco Vuelvo a Antonio Gala.  Este proyecto contó con la colaboración de compositores de la talla de Búnbury, Luis Eduardo Aute, Seguridad Social, Juan Pardo, Arturo Pareja Obregón, Paco Ortega, Luis Gómez Escolar o David Dorantes, musicando los sonetos seleccionados para este trabajo discográfico.
En 2017 publica Los Amores Oscuros, una obra de teatro sobre el relato del último amor de Federico García Lorca, en la que Clara Montes junto con Antonio Campos cantan y actúan, con la participación de la guitarra flamenca de José Luis Montón.

## Discografía
- Canta a Antonio Gala (1998)
- El sur de la pasión (2000)
- Canalla pa' bien (2002)
- Uniendo puertos (2004)
- Desgarrada (2007)
- A manos llenas (2009)
- Sinfónica Clara (2010)
- Vuelvo a Antonio Gala (2013)
- Los amores oscuros (2017)
- Retratos (2022)
- De Gala, 25 años y ++ (2024)
- Marinera en Tierra (2025)